# Hedyotis eualata
Hedyotis eualata är en måreväxtart som först beskrevs av James Sykes Gamble, och fick sitt nu gällande namn av Ambrose Nathaniel Henry och Subr.. Hedyotis eualata ingår i släktet Hedyotis och familjen måreväxter.

## Underarter
Arten delas in i följande underarter:
- H. e. agastyamalayana
- H. e. eualata